# Kaho Naa... Pyaar Hai
Kaho Naa... Pyaar Hai (Hindi: कहो ना प्यार है – ang.: Say...you Love me, tłum. pol. Powiedz, że mnie kochasz) – bollywoodzki film nagrodzony wieloma nagrodami, wyreżyserowany w 2000 przez Rakesh Roshana. Debiutował w nim zbierając za tę rolę liczne nagrody jego syn Hrithik Roshan.

## Plenery
- Bombaj (Indie)
- Indie
- Krabi (Tajlandia)
- Nowa Zelandia
- Queenstown (Nowa Zelandia)

## Opis fabuły
Ubogi Rohit (Hrithik Roshan) marzy o zostaniu piosenkarzem, ale na razie pracuje w salonie samochodowym. Sprzedaje panu Saxenie (Anupam Kher) samochód, będący prezentem dla jego córki Sonii (Amisha Patel), w której się zakochuje z wzajemnością. Oboje wyznają sobie uczucie na bezludnej wyspie, na którą trafiają w czasie rejsu statkiem. Ale nie wszystkim się to podoba. Rohit znika, Sonia jest załamana, więc ojciec wysyła ją do Nowej Zelandii, gdzie spotyka Raja Choprę (Hrithik Roshan), który wygląda dokładnie jak Rohit.

## Obsada
- Hrithik Roshan jako Rohit/Raj Chopra
- Amisha Patel jako Sonia Saxena
- Anupam Kher jako Saxena/Sirjee
- Mohnish Behl jako Inspektor Kadam
- Ashish Vidhyarthi jako Inspektor Shinde
- Satish Shah jako wujek Rohita
- Farida Jalal jako Lily, ciocia Rohita

## Piosenki
Autorem muzyki jest brat reżysera Rajesh Roshan:
- Believe In Love
- Chand Sitare
- Dil Ne Dil Ko Pukara
- Ek Pal Ka Jeena
- Jaaneman Jaaneman
- Kaho Naa Pyaar Hai
- Na Tum Jaano
- Pyaar Ki Kashti Mein

## Nagrody

### 2000 Nagrody Filmfare
Film otrzymał 10 nominacji do nagród Filmfare. Ibrahim Ashq za "Na Tum Jaano" był tylko nominowany jako autor najlepszego tekstu piosenki. Pozostałe nominacje stały się nagrodami:
- Nagroda Filmfare dla Najlepszego Aktora – Hrithik Roshan
- Nagroda Filmfare za Najlepszy Debiut – Hrithik Roshan
- Nagroda Filmfare dla Najlepszego Filmu – Rakesh Roshan
- Nagroda Filmfare dla Najlepszego Reżysera – Rakesh Roshan
- Nagroda Filmfare za Najlepsza Choreografię – Farah Khan za "Ek Pal Ka Jeena"
- Nagroda Filmfare za Najlepszą Edycję – Sanjay Verma
- Nagroda Filmfare za Najlepsza Muzykę – Rajesh Roshan
- Nagroda Filmfare za Najlepszy Playback Męski – Lucky Ali za "Na Tum Jaano"
- Nagroda Filmfare za Najlepszy Scenariusz – Ravi Kapoor and Honey Irani